# مدرسة الفنون المرئية
مدرسة الفنون المرئية (بالإنجليزية: School of Visual Arts)‏ هي جامعة، تأسست في 1946، في الولايات المتحدة.